# 堡城寺龙王庙
堡城寺龙王庙，位于山西省吕梁市汾阳市峪道河镇堡城寺村，是中华人民共和国山西省文物保护单位之一。
2004年6月10日，授予山西省文物保护单位，是一座古建筑。